# Маркиан Попов
Маркиан Михайлович Попов е съветски офицер – армейски генерал (от 1943 г.; през 1944 г.е понижен в звание; възстановен през 1953 г.); герой на Съветския съюз (1965).
По време на Великата отечествена война командва съветски войски в множество битки – например в битката при Курск.
На 26 август 1943 г. е произведен в звание армейски генерал.